# Triathlon na Letnich Igrzyskach Olimpijskich Młodzieży 2010 – sztafeta mieszana
Zawody sztafety mieszanej w triathlonie na Letnich Igrzyskach Olimpijskich Młodzieży 2010 odbyły się 19 sierpnia w East Coast Park w Singapurze. Sztafety składały się z czterech zawodników: 2 chłopców i 2 dziewcząt. Sztafety zostały stworzone na podstawie wyników z zawodów indywidualnych, a zawodnicy byli grupowani według kontynentów. Zawodnicy i zawodniczki do pokonania mieli 250 metrów pływania, 7 kilometrów jazdy na rowerze i 1,7 kilometra biegu.

## Wyniki
| Pozycja | Numer Startowy | Drużyna           | Zawodnicy                                                                      | Czasy indywidualne      | Czas łączny | Strata    |
| ------- | -------------- | ----------------- | ------------------------------------------------------------------------------ | ----------------------- | ----------- | --------- |
|         | 1              | Europa 1          | Eszter Dudás Miguel Valente Fernandes Fanny Beisaron Alois Knabl               | 20:46 18.58 21:11 18:56 | 1:19:51.42  | ±0:00.00  |
|         | 3              | Oceania 1         | Ellie Salthouse Michael Gosman Maddie Dillon Aaron Barclay                     | 20:36 19:07 21:11 19:01 | 1:19:55.23  | +0:03.81  |
|         | 2              | Ameryka 1         | Kelly Whitley Kevin McDowell Adriana Barraza Lautaro Díaz                      | 20:22 18:29 21:44 19:23 | 1:19:58.88  | +0:07.46  |
| 4       | 4              | Europa 2          | Marlene Gomez Jeremy Obozil Laura Casey Lukáš Kočar                            | 20:53 19:47 21:54 19:37 | 1:22:11.38  | +2:19.96  |
| 5       | 6              | Ameryka 2         | Christine Ridenour Luis Oliveros Andrea Longueira Juan Andrade                 | 20:21 18:47 23:07 20:15 | 1:22:30.15  | +2:38.73  |
| 6       | 5              | Europa 3          | Monika Oražem Gábor Hankó Anna Godoy Tobias Klesen                             | 21:05 19:29 22:14 20:01 | 1:22:49.66  | +2:58.24  |
| 7       | 7              | Europa 4          | Annie Thorén Thomas Jurgens Elinor Thorogood Andrew Hood                       | 21:11 19:08 22:04 20:31 | 1:22:54.12  | +3:02.70  |
| 8       | 9              | Azja 1            | Yuka Satō Lee Ji-hong Wai Sum Vincci Hui Cheng Ru                              | 20:16 20:06 22:19 20:39 | 1:23:20.88  | +3:29.46  |
| 9       | 8              | Zespół światowy 1 | Sara Vilić Abrahm Louw Andrea Brown Wian Sullwald                              | 21:23 19:07 23:11 19:56 | 1:23:37.79  | +3:46.37  |
| 10      | 10             | Europa 5          | Charlotte Deldaele Andrij Sirenko Raquel Mafra Rocha Diego Paz                 | 20:48 19:26 23:05 20:30 | 1:23:49.96  | +3:58.54  |
| 11      | 11             | Ameryka 3         | Jessica Piedra Carlos Peres Leslie Amat Álvarez Iuri Vinuto                    | 22:30 19:53 23:32 20:39 | 1:26:34.25  | +6:42.83  |
| 12      | 15             | Zespół światowy 2 | Wan Qi Clara Wong Livio Molinari C. L. Betancourt de Leon Boyd Littleford      | 22:55 19:36 23:40 21:23 | 1:27:34.96  | +7:43.54  |
| 13      | 12             | Azja 2            | Ma Mingxiu Leong Tim Law Karolina Sołowiowa Yuki Kubono                        | 22:55 20:43 23:54 20:08 | 1:27:40.62  | +7:49.20  |
| 14      | 14             | Ameryka 4         | Andrea Arenas Gabriel Zumbado Viviana González Andres Díaz                     | 23:17 20:44 23:30 20:21 | 1:27:52.84  | +8:01.42  |
| 15      | 16             | Azja 3            | Enchdżargal Tüwszindżargalyn Kiriłł Uwarow Mattika Maneekaew Scott Yiqiang Ang | 25:14 21:02 25:50 22:22 | 1:34:28.69  | +14:37.27 |